# Paraclisis obscura
Paraclisis obscura är en insektsart som först beskrevs av Rudow 1869.  Paraclisis obscura ingår i släktet Paraclisis och familjen fjäderlöss. Inga underarter finns listade i Catalogue of Life.